# День экспорта в Иране

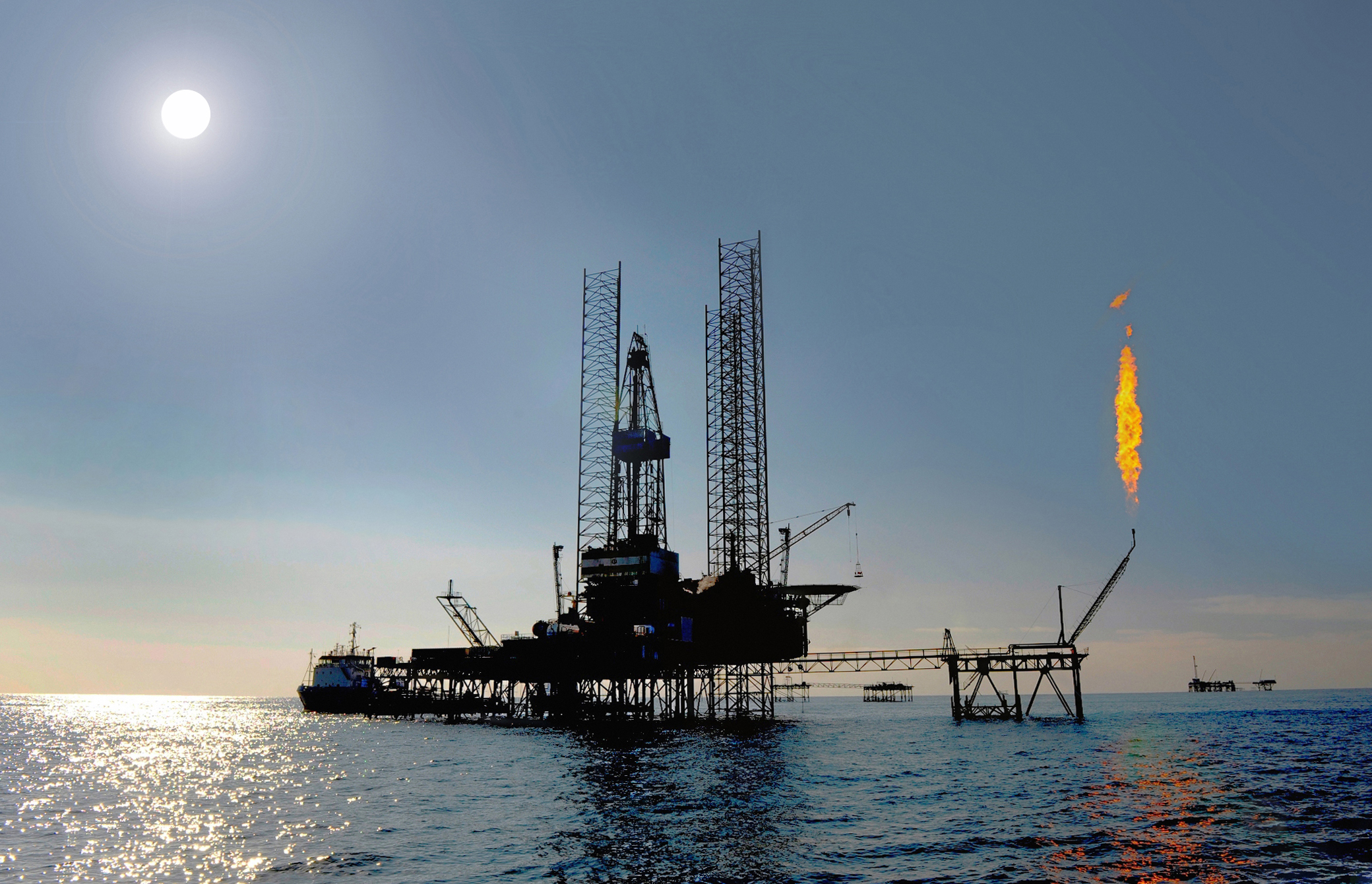
Иранская нефтяная вышка в Каспийском море

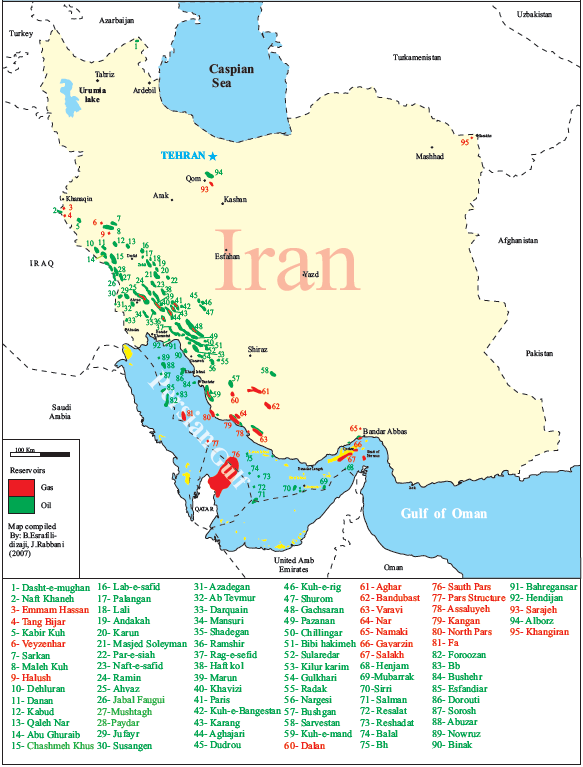
Месторождения нефти и газа в Иране

День экспорта (перс. روز صادرات‎, Ruz-e saderat) – праздник, который отмечают в Иране 21 октября с 1997 года. День экспорта был утвержден Общественным советом по культуре в 1997 году.
За 2016 год объём экспорта в Иране составил 45,9 млн долларов, что на 11,4% больше, чем в 2015 году.
Основные десять предметов экспорта в Иране составляют 96,2% от общей суммы. Они включают: ископаемое топливо, в том числе нефть – 34,4 млрд долларов (75% от общего объёма экспорта), изделия из пластмассы – 2,8 млрд (6,2%), органические химические вещества – 1,8 млрд (3,9%), руда, шлак и зола – 1,6 млрд (3,5%), фрукты и орехи – 1 млрд (2,2%), железо, сталь – 960,5 млн (2,1%), медь – 435,5 млн (0,9%), удобрения – 425,6 млн (0,9%), соль, сера, камень и цемент – 408,2 млн (0,9%) и неорганические химические вещества – 272,7 млн (0,6%).
Крупнейшей статьей экспорта в Иране является нефть. ИРИ занимает четвёртое место в мире и второе в ОПЕК по экспорту нефти.
В 1970-х гг. ежедневное количество добываемой нефти в Иране составляло 6 млн баррелей. Однако после Исламской революции 1979 года и введения санкций Иран потерял западных инвесторов и вступил в длительную конфронтацию с США.
В 2011 году экспорт нефти в Иране значительно сократился в связи с наложением  международных санкций, ударивших по нефтяной отрасли ИРИ. В 2016 году часть ограничений была снята, и Ирану удалось восстановить ослабленную экономику.
30 ноября 2016 года в Вене состоялась встреча стран ОПЕК, на которой было принято решение сократить ежедневный объём добычи нефти почти на 1,2 млн баррелей. Иран поддержал намерение ОПЕК стабилизировать ситуацию на рынке, однако в то же время подал прошение о том, чтобы не участвовать в сделке в полной мере с целью увеличить нефтедобычу и восстановить экономику после отмены санкций.
На сегодняшний день Ирану удалось повысить уровень добычи нефти до 4 млн баррелей в день. К 2021 году Исламская Республика планирует увеличить эту цифру до 5 млн.
Главными странами-импортерами иранской продукции являются Китай ($14,5 млрд), Индия ($5,66 млрд), Япония ($2,89 млрд), Южная Корея ($2,11 млрд) и Турция ($1,3 млрд).